# Diana (Aussichtsturm)

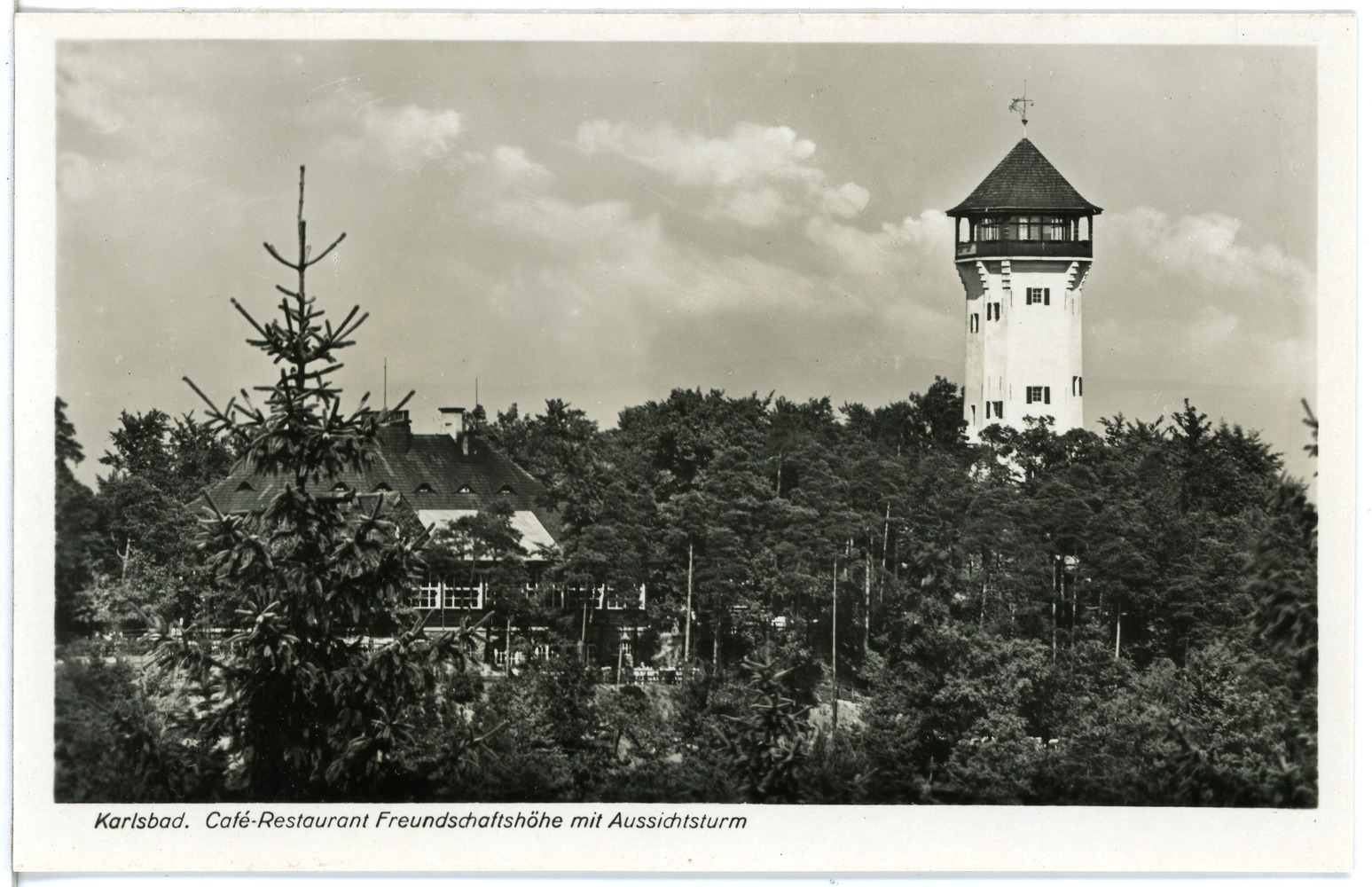
Jagdhütte und Aussichtsturm (1930)

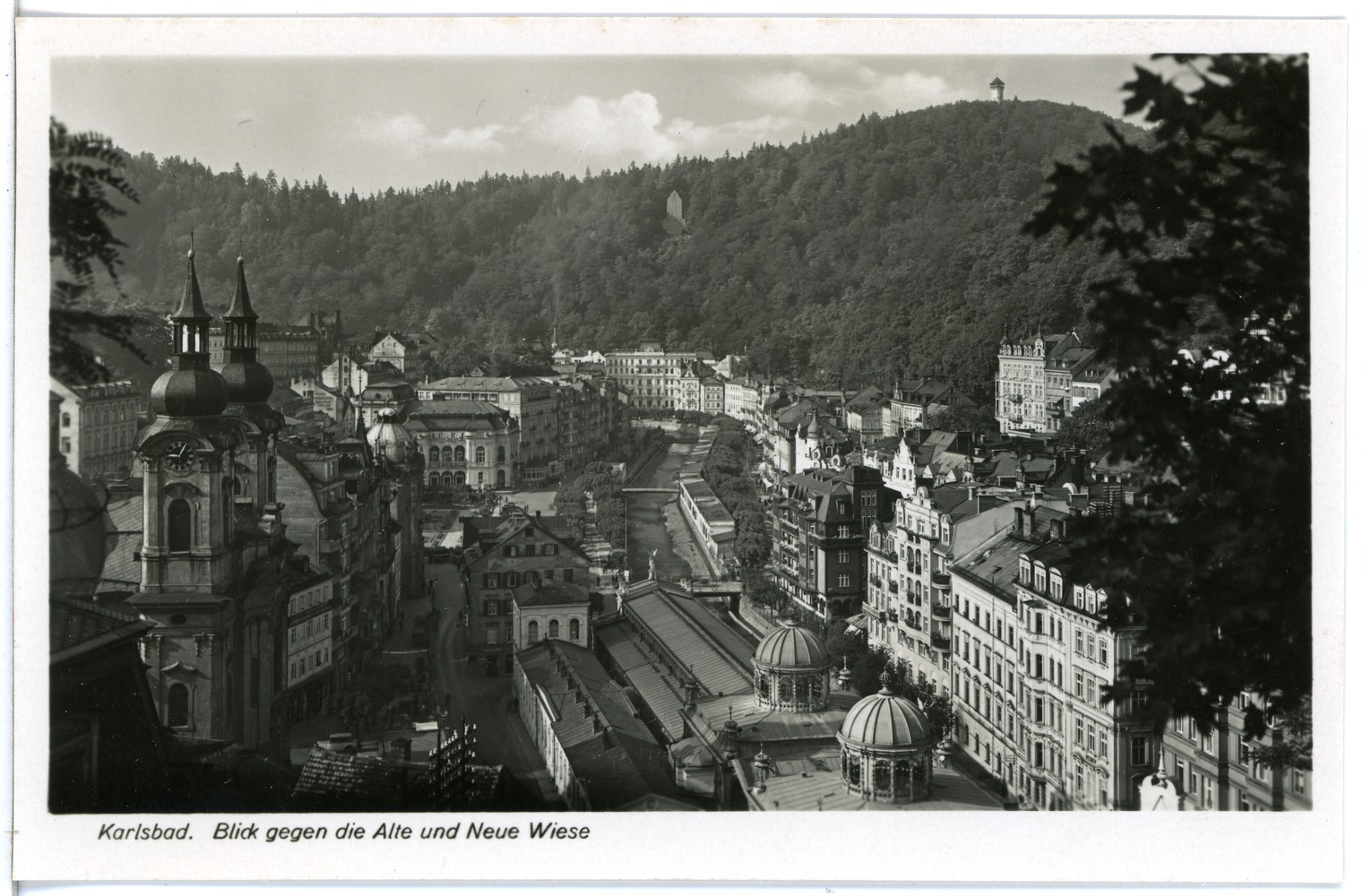
Blick über Alte und Neue Wiese zum Aussichtsturm (1930)

Diana ist ein 1912/14 errichteter Aussichtsturm auf der 562 m hohen Freundschaftshöhe (Výšina přátelství), direkt über dem Zentrum von Karlsbad (Karlovy Vary) in Tschechien. 
Der Turm trug ab 1926 den Namen Dr. Kundlich-Warte nach dem Bauernbefreier Hans Kudlich und wurde unmittelbar nach dem Ende des Zweiten Weltkrieges in Beneš rozhledna (Beneš-Aussichtsturm) umbenannt. Doch schon bald bürgerte sich der noch heute gebräuchliche Name Diana nach der Göttin der Jagd ein.

## Technische Daten
- Gesamthöhe: 40 m
- Höhe des Aussichtsplateaus: 35 m
- Anzahl der Stufen zur Plattform: 150
- Aus Turm ist zu bestimmten Zeiten öffentlich zugänglich.

## Geschichte

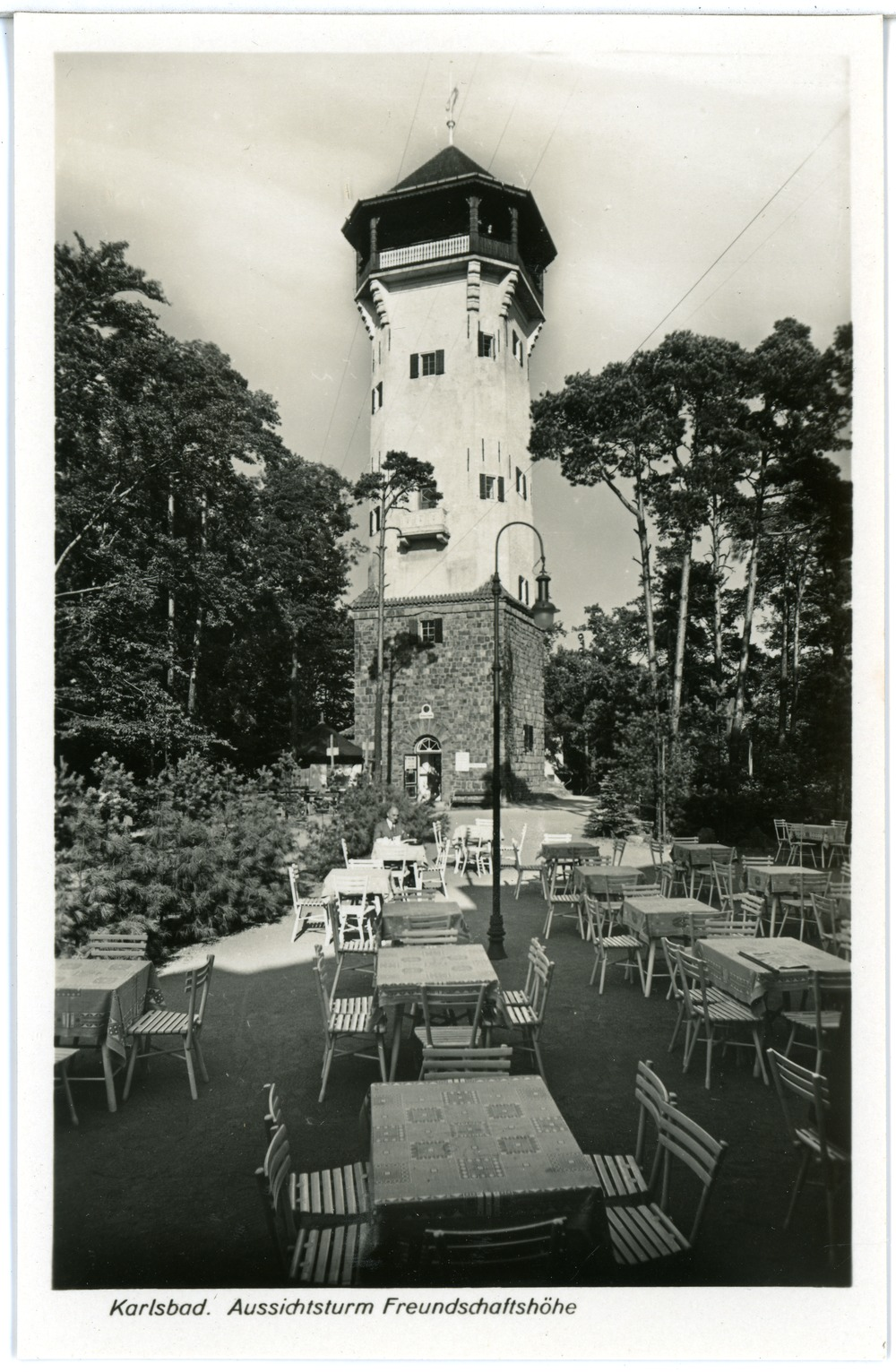
Aussichtsturm (1930)

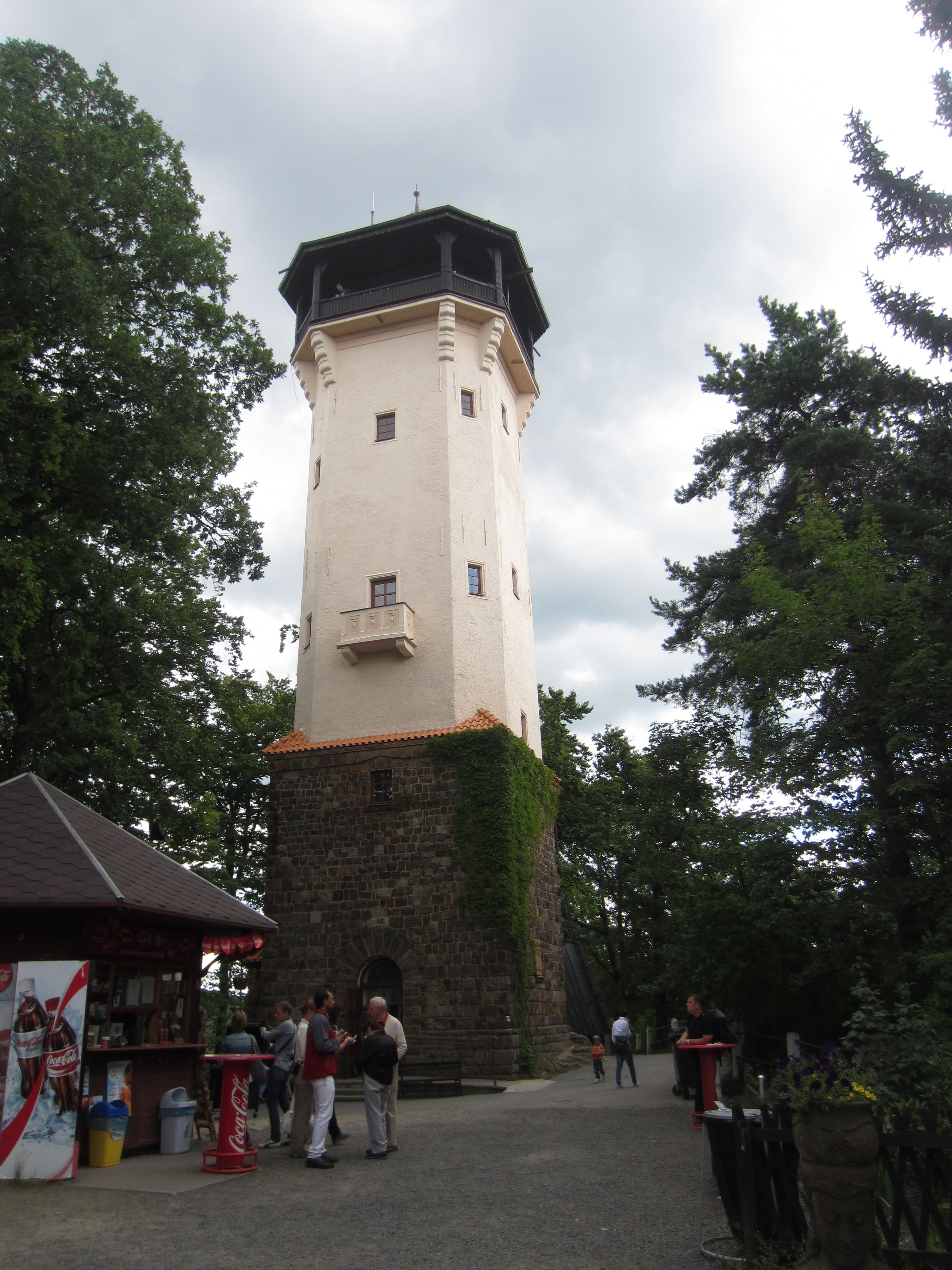
Aussichtsturm Diana (2014)

1804 begann der Messerschmied Wenzel Drumm, die schöne Aussicht auf der Hohen Freundschaft in der unmittelbaren Nähe von Karlsbad. für touristische Zwecke zu vermarkten. Gemeinsam mit seinem Onkel August Leopold Stöhr legte er einen markierten Wanderweg zur Anhöhe an und errichtete an dessen Verlauf einige Bänke zum Ausruhen und Verweilen. Dieser Weg war allerdings relativ steil, so dass schon bald die Idee zur Anlage einer Standseilbahn reifte.
Die Diana-Standseilbahn wurde am 5. August 1908 eröffnet. Ihre Talstation befindet sich an der Alten Wiese auf einer Höhe von 389 m. Die 167 m Höhenunterschied überwindet die Bahn auf einer Strecke von 437 m. Im Bereich der Ausweiche Hirschensprung in 473 m Höhe liegt auch die Zwischenstation. Die maximale Steigung beträgt 432,3 ‰.
Da durch die Bahn immer mehr Gäste auf die Freundschaftshöhe gelangten, war schnell der Entschluss zum Bau eines backsteinernen Aussichtsturmes mit überdachtem Holzumgang gefasst. Dieser entstand gemeinsam mit einer Ausflugsgaststätte in Form einer Jagdhütte von 1912 bis 1914 und wurde durch die Baufirma František Fousek nach den Bauplänen des Architekten Anton Breinl aus Karlsbad ausgeführt. Die feierliche Einweihung des Turmes, in dem sich auch ein elektrischer Aufzug befand, fand am 27. Mai 1914 unter reger Beteiligung der Öffentlichkeit statt. 
Der Aussichtsturm Diana steht unter staatlichem Denkmalschutz.

## Aussicht

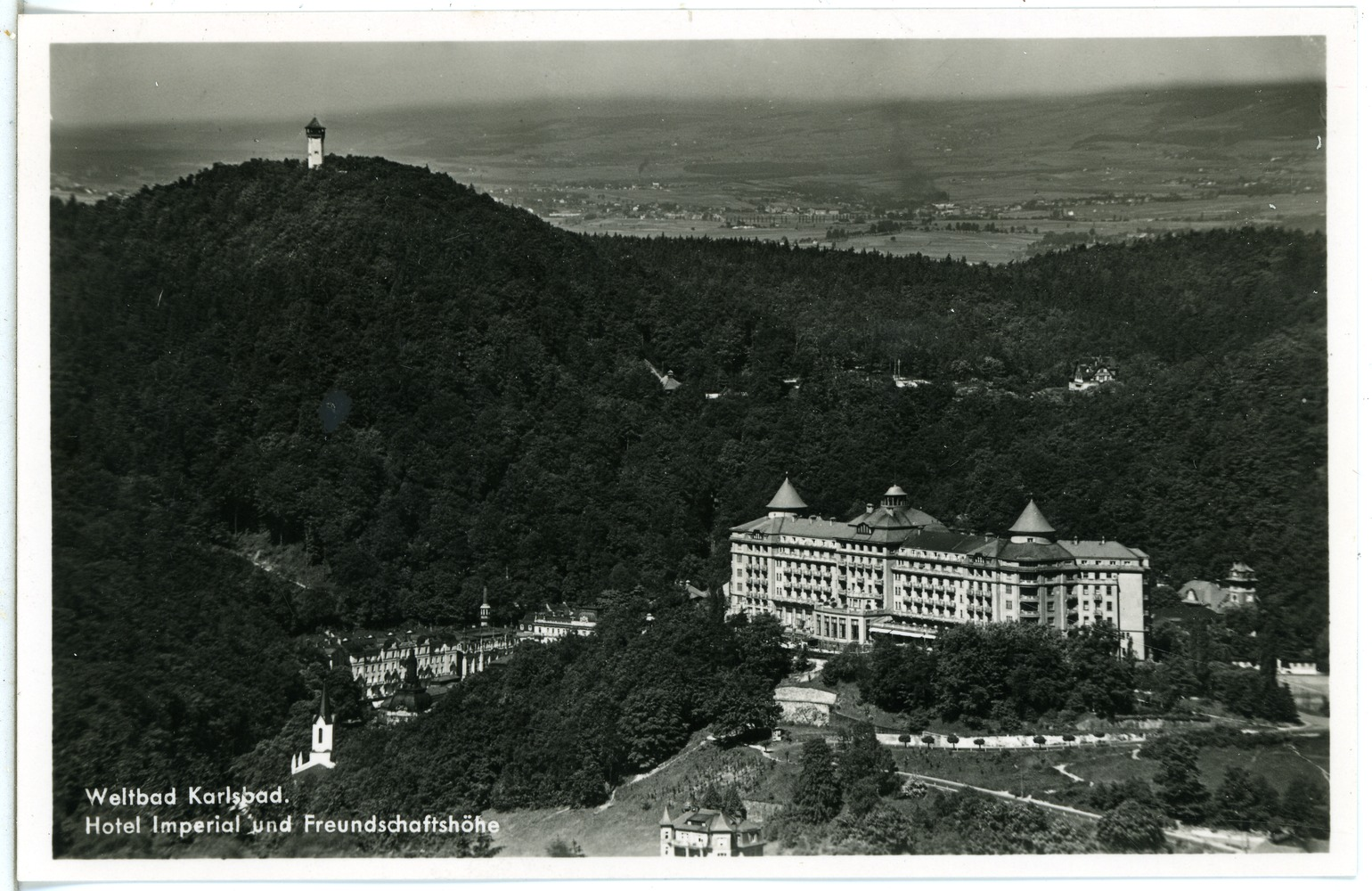
Blick zur Freundschaftshöhe (1939)

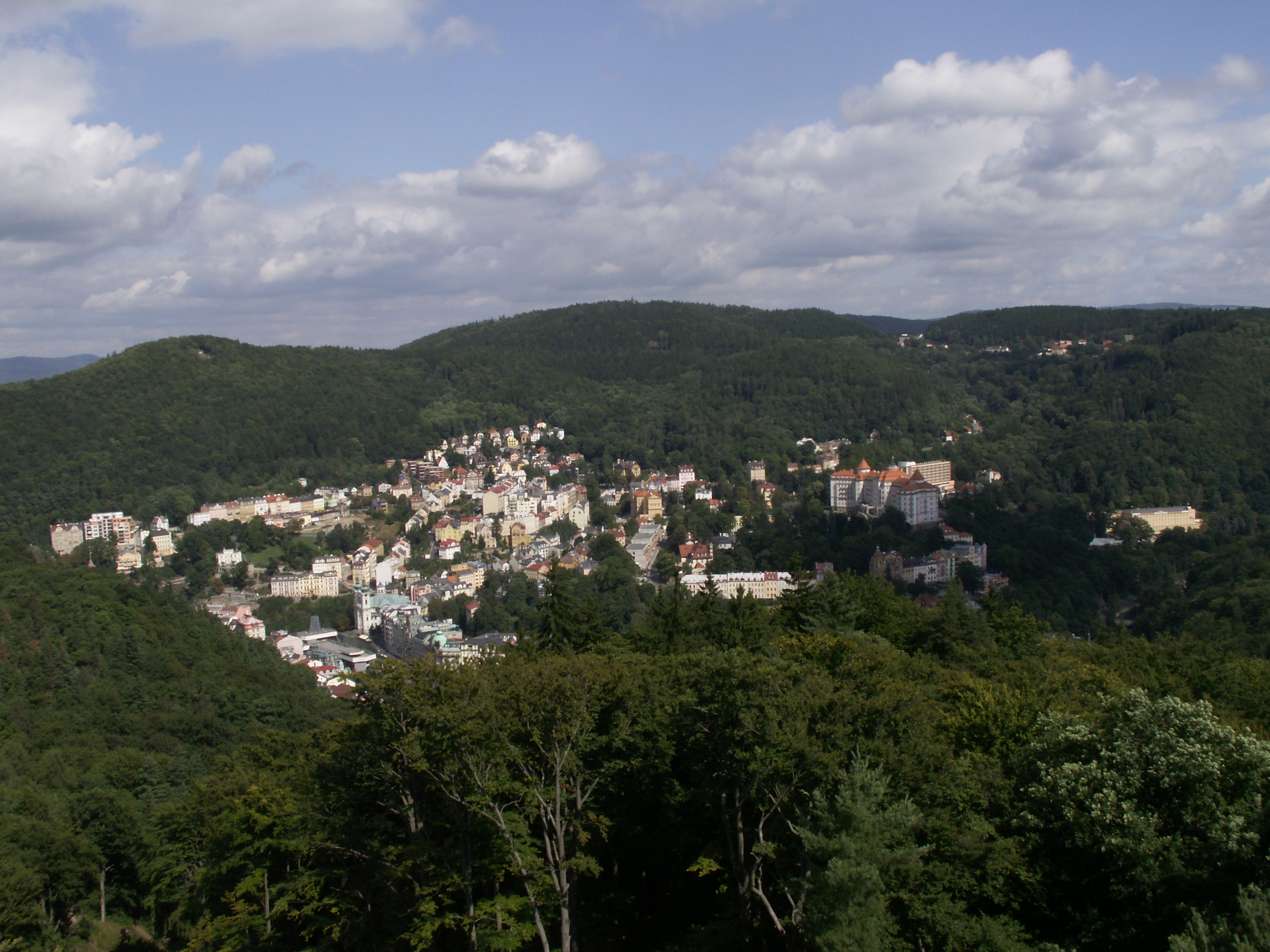
Blick auf das Kurviertel von Karlsbad

Von der überdachten Aussichtsplattform des Turmes bietet sich einer der besten Ausblicke auf das Stadtzentrum von Karlsbad und die dahinter liegende Goethova vyhlídka (Goethe-Aussicht), in Richtung Norden auf den Kamm des westlichen Erzgebirges mit dem Keilberg, nach Westen auf das Falkenauer Becken und nach Süden auf das Duppauer Gebirge.